# Chase (chó)
Chase "That Golden Thunder" (2000 - 8 tháng 7 năm 2013) là một con chó thuộc giống chó Golden Retriever, từng là "bat dog" và linh vật cho đội bóng chày ở một giải đấu nhỏ tên là Trenton Thunder.

## Đời sống
Chase đã phục vụ với vai trò "bat dog" trong hiệp (inning) thi đấu đầu tiên của hầu hết các trận thi đấu tại sân nhà của Trenton Thunder, với vai trò hỗ trợ lấy gậy bóng chày và bóng. Trái với suy nghĩ của nhiều người, Chase không để lại dấu răng của mình trên các đồ dùng thi đấu, vì trước đó, những chú chó hỗ trợ đã được huấn luyện tha chim về mà không làm chúng bị thương. Trong các trận thi đấu, Chase thường tham gia trò chơi bắt đĩa nhựa để giành giải thưởng tiền mặt cho một người hâm mộ may mắn. Nó cũng mang bóng và nước đến cho các trọng tài trong trong khuôn khổ trận đấu. Chase đã thu hút được sự chú ý của truyền thông, với các thông tin về nó được đăng trên FOX, CNN, YES Network, UPN9, WNBC4 và thậm chí cả trên truyền hình Nhật Bản.
Vào ngày 4 tháng 6 năm 2013, Chase đã được vinh danh tại sân vận động Yankee, theo lời mời đặc biệt của Tổng giám đốc New York Yankees Brian Cashman. Nó là chú chó đầu tiên nhận được vinh dự này.
Vào ngày 5 tháng 7 năm 2013, Chase được tổ chức cho một bữa tiệc về hưu, và đồng thời quay một video để dành tặng. Hai nghìn người hâm mộ đầu tiên đã nhận được tượng gật gù lấy hình tượng của Chase và họ được khuyến khích đưa chó của họ đến tham dự.
Chase qua đời vào ngày 8 tháng 7 năm 2013. Nó được chẩn đoán mắc bệnh ung thư hạch vào tháng 2 và bị viêm khớp.